# 関町沓掛
関町沓掛（せきちょうくつかけ）は、三重県亀山市の地名。

## 地理

### 河川・池沼
- 中津川

### 交通
- 国道1号

### 施設
- 沓掛公民館
- 坂下簡易郵便局
- 庚申堂
- 鈴鹿峠自然の家

## 歴史

### 地名の由来
鈴鹿の仮宮へ入る人馬の沓をかけた場所という説、壬申の乱のときに訪れた大海人皇子が沓をかけて休憩した場所という説がある。

### 沿革
- 江戸時代 - 伊勢国鈴鹿郡沓掛村として所在[1]。当初は亀山藩領[1]。
- 1615年（元和元年） - 幕府領となる[1]。
- 1636年（寛永13年） - 亀山藩領となる[1]。
- 1871年（明治4年） - 安濃津県所属となる[1]。
- 1872年（明治5年） - 三重県所属となる[1]。
- 1889年（明治22年） - 坂下村大字沓掛となる[1]。
- 1955年（昭和30年） - 関町大字沓掛となる[1]。

### 人口の変遷
国勢調査による人口および世帯数の推移。
| 2005年（平成17年） | 41世帯 137人 |  |
| 2010年（平成22年） | 41世帯 126人 |  |
| 2015年（平成27年） | 40世帯 108人 |  |
| 2020年（令和2年）  | 32世帯 97人  |  |

### WEB
1. 1 2  総務省統計局統計調査部国勢統計課 (2022年2月10日). “令和2年国勢調査の調査結果(e-Stat) - 男女別人口，外国人人口及び世帯数－町丁・字等”.   総務省. 2025年1月17日閲覧。
2. ↑  “三重県亀山市の町丁・字一覧”.   人口統計ラボ. 2025年1月16日閲覧。
3. ↑  “読み仮名データの促音・拗音を小書きで表記するもの(zip形式) 三重県” (zip).   日本郵便 (2024年12月27日). 2025年1月16日閲覧。
4. ↑  “市外局番の一覧” (PDF).   総務省 (2022年3月1日). 2022年3月22日閲覧。
5. ↑  “都道府県 ナンバープレート表示” (PDF).   国土交通省. 2025年1月16日閲覧。
6. ↑  総務省統計局 (2014年6月27日). “第１次基本集計に関する集計 2 男女別人口及び世帯数 － 町丁・字等” (CSV). 2025年1月17日閲覧。
7. ↑  総務省統計局 (2012年1月17日). “人口等基本集計に関する集計 2 男女別人口及び世帯数 －町丁・字等”. 2025年1月17日閲覧。
8. ↑  総務省統計局統計調査部国勢統計課 (2017年1月27日). “人口等基本集計に関する集計 2 男女別人口及び世帯数 －町丁・字等”.   総務省. 2025年1月17日閲覧。

### 書籍
1. 1 2 3 4 5 6 7 8 9  「角川日本地名大辞典」編纂委員会 1983, p. 432.